# 宁夏人民出版社
宁夏人民出版社是中华人民共和国的一家出版社，成立于1959年1月1日，社址位于宁夏回族自治区银川市。

## 历史沿革
1962年4月，撤销并入宁夏日报社。“文化大革命”时期，划归宁夏回族自治区毛主席著作办公室领导，与宁夏新华书店合署。1974年5月，恢复建制。